# Галактокиназа
Галактокиназа — фермент (фосфотрансфераза), облегчающий фосфорилирование α-D-галактозы до галактозо-1-фосфата за счет одной молекулы АТФ. Галактокиназа катализирует вторую стадию пути Лелуара, метаболического пути, обнаруженного у большинства организмов для катаболизма α-D-галактозы до глюкозо-1-фосфата. Впервые выделенная из печени млекопитающих, галактокиназа широко изучалась у дрожжей, архей, растений, и человека.

## Структура
Галактокиназа состоит из двух доменов, разделенных большой щелью. Эти две области известны как N- и С-концевые домены, а адениновое кольцо АТФ связывается в гидрофобном кармане, расположенном на их границе раздела. N-концевой домен отмечен пятью нитями смешанных бета-листов и пятью альфа-спиралями, а С-концевой домен характеризуется двумя слоями антипараллельных бета-листов и шестью альфа-спиралями. Галактокиназа не принадлежит к семейству сахаркиназ, а скорее к классу АТФ-зависимых ферментов, известному как надсемейство GHMP. GHMP — это аббревиатура, относящаяся к её первоначальным членам: галактокиназа, гомосеринкиназа, мевалонаткиназа и фосфомевалонаткиназа. Члены суперсемейства GHMP имеют большое трехмерное сходство, несмотря на идентичность последовательностей только на 10-20 %. Эти ферменты содержат три хорошо консервативных мотива (I, II и III), второй из которых участвует в связывании нуклеотидов и имеет последовательность Pro-XXX- Gly-Leu -X-Ser-Ser-Ala.

### Специфика сахаров
Галактокиназы у разных видов обнаруживают большое разнообразие субстратной специфичности. Галактокиназа E. coli может также фосфорилировать 2-дезокси-D-галактозу, 2-амино-дезокси-D-галактозу, 3-дезокси-D-галактозу и D-фукозу. Фермент не переносит никаких модификаций C-4, но изменения в положении C-2 D-галактозы не влияют на функцию фермента. Галактокиназы как человека, так и крысы также способны успешно фосфорилировать 2-дезокси-D-галактозу. С другой стороны, галактокиназа из S. cerevisiae высокоспецифична в отношении D-галактозы и не может фосфорилировать глюкозу, маннозу, арабинозу, фукозу, лактозу, галактит или 2-дезокси-D-галактозу. Более того, кинетические свойства галактокиназы также различаются у разных видов. Специфичность сахаров галактокиназ из разных источников была значительно расширена за счет направленной эволюции и структурной белковой инженерии. Соответствующие широко пермиссивные сахароаномерные киназы служат краеугольным камнем для гликорандомизации in vitro и in vivo.

## Механизм
Недавно стала понятной роль остатков активного сайта в галактокиназе человека. Asp-186 отрывает протон от C1-OH α-D-галактозы, и образующийся алкоксид-нуклеофил атакует γ-фосфор АТФ. Фосфатная группа переносится на сахар, и Asp-186 может быть депротонирован водой. Соседний Arg-37 стабилизирует Asp-186 в его анионной форме, а также было доказано, что он необходим для функции галактокиназы в экспериментах по точечной мутации. Остатки аспарагиновой кислоты и аргинина в активном центре высококонсервативны среди галактокиназ.

## Биологическая функция
Путь Лелуара катализирует превращение галактозы в глюкозу. Галактоза содержится в молочных продуктах, а также во фруктах и овощах и может вырабатываться эндогенно при расщеплении гликопротеинов и гликолипидов. В пути Лелуара необходимы три фермента: галактокиназа, галактозо-1-фосфат уридилилтрансфераза и УДФ-галактозо-4-эпимераза. Галактокиназа катализирует первую стадию катаболизма галактозы, образуя галактозо-1-фосфат.

## Связанные заболевания
Галактоземия, редкое нарушение обмена веществ, характеризующееся снижением способности метаболизировать галактозу, может быть вызвана мутацией любого из трех ферментов пути Лелуара. Дефицит галактокиназы, также известный как галактоземия II типа, представляет собой рецессивное нарушение обмена веществ, вызванное мутацией галактокиназы человека. Выявлено около 20 мутаций, вызывающих галактоземию II типа, основным симптомом которой является раннее начало катаракты. В клетках хрусталика человеческого глаза альдозоредуктаза превращает галактозу в галактитол. Поскольку галактоза не катаболизируется до глюкозы из-за мутации галактокиназы накапливается галактитол. Этот градиент галактита через мембрану клеток хрусталика запускает осмотическое поглощение воды, что приводит к набуханию и возможному апоптозу клеток хрусталика.

## Список примечаний
1. 1 2  James B. Thoden, Hazel M. Holden. Molecular Structure of Galactokinase (англ.) // Journal of Biological Chemistry. — 2003-08. — Vol. 278, iss. 35. — P. 33305–33311. — doi:10.1074/jbc.M304789200. Архивировано 16 июня 2022 года.
2. ↑  galactokinase. Medical Dictionary. Дата обращения: 26 января 2013. Архивировано 28 сентября 2013 года.
3. 1 2 3  Perry A. Frey. The Leloir pathway: a mechanistic imperative for three enzymes to change the stereochemical configuration of a single carbon in galactose (англ.) // The FASEB Journal. — 1996-03. — Vol. 10, iss. 4. — P. 461–470. — ISSN 1530-6860 0892-6638, 1530-6860. — doi:10.1096/fasebj.10.4.8647345.
4. 1 2  M A Schell, D B Wilson. Purification of galactokinase mRNA from Saccharomyces cerevisiae by indirect immunoprecipitation. (англ.) // Journal of Biological Chemistry. — 1979-05. — Vol. 254, iss. 9. — P. 3531–3536. — doi:10.1016/S0021-9258(18)50793-6. Архивировано 11 января 2021 года.
5. 1 2  Christopher A. Sellick, Richard J. Reece. Contribution of Amino Acid Side Chains to Sugar Binding Specificity in a Galactokinase, Gal1p, and a Transcriptional Inducer, Gal3p (англ.) // Journal of Biological Chemistry. — 2006-06. — Vol. 281, iss. 25. — P. 17150–17155. — doi:10.1074/jbc.M602086200. Архивировано 16 октября 2022 года.
6. ↑  Substrate specificity and mechanism from the structure of Pyrococcus furiosus galactokinase. Journal of Molecular Biology. 337 (2): 387–98. March 2004. doi:10.1016/j.jmb.2004.01.043. PMID 15003454.
7. ↑  Marie-José Foglietti, François Percheron. Purification et mécanisme d'action d'une galactokinase végétale (фр.) // Biochimie. — 1976-06. — Vol. 58, livr. 5. — P. 499–504. — doi:10.1016/S0300-9084(76)80218-0. Архивировано 11 ноября 2019 года.
8. ↑  Galactokinase of Vicia faba seeds. European Journal of Biochemistry. 136 (1): 155–9. October 1983. doi:10.1111/j.1432-1033.1983.tb07720.x. PMID 6617655.
9. 1 2 3 4  H. M. Holden, J. B. Thoden, D. J. Timson, R. J. Reece. Galactokinase: structure, function and role in type II galactosemia (англ.) // Cellular and Molecular Life Sciences. — 2004-10. — Vol. 61, iss. 19—20. — P. 2471–2484. — ISSN 1420-9071 1420-682X, 1420-9071. — doi:10.1007/s00018-004-4160-6.
10. 1 2 3  Clare F. Megarity, Meilan Huang, Claire Warnock, David J. Timson. The role of the active site residues in human galactokinase: Implications for the mechanisms of GHMP kinases (англ.) // Bioorganic Chemistry. — 2011-06. — Vol. 39, iss. 3. — P. 120–126. — doi:10.1016/j.bioorg.2011.03.001. Архивировано 16 июня 2022 года.
11. ↑  M. Tang, K. Wierenga, L.J. Elsas, K. Lai. Molecular and biochemical characterization of human galactokinase and its small molecule inhibitors (англ.) // Chemico-Biological Interactions. — 2010-12. — Vol. 188, iss. 3. — P. 376–385. — doi:10.1016/j.cbi.2010.07.025. Архивировано 11 июля 2022 года.
12. ↑  Jie Yang, Xun Fu, Qiang Jia, Jie Shen, John B. Biggins. Studies on the Substrate Specificity of Escherichia coli Galactokinase (англ.) // Organic Letters. — 2003-06-01. — Vol. 5, iss. 13. — P. 2223–2226. — ISSN 1523-7052 1523-7060, 1523-7052. — doi:10.1021/ol034642d. Архивировано 26 августа 2022 года.
13. ↑  David J Timson, Richard J Reece. [No title found] // BMC Biochemistry. — 2003. — Т. 4, вып. 1. — С. 16. — doi:10.1186/1471-2091-4-16. Архивировано 21 мая 2014 года.
14. ↑  D G Walker, H. H. Khan. Some properties of galactokinase in developing rat liver (англ.) // Biochemical Journal. — 1968-06-01. — Vol. 108, iss. 2. — P. 169–175. — ISSN 0306-3283. — doi:10.1042/bj1080169. Архивировано 26 августа 2022 года.
15. ↑  Creation of the first anomeric D/L-sugar kinase by means of directed evolution. Proceedings of the National Academy of Sciences of the United States of America. 100 (23): 13184–9. November 2003. doi:10.1073/pnas.2235011100. PMID 14612558.
16. ↑  Jie Yang, Xun Fu, Jianchun Liao, Lesley Liu, Jon S. Thorson. Structure-Based Engineering of E. coli Galactokinase as a First Step toward In Vivo Glycorandomization (англ.) // Chemistry & Biology. — 2005-06. — Vol. 12, iss. 6. — P. 657–664. — doi:10.1016/j.chembiol.2005.04.009. Архивировано 14 июня 2018 года.
17. ↑  Gavin J Williams, Richard W Gantt, Jon S Thorson. The impact of enzyme engineering upon natural product glycodiversification (англ.) // Current Opinion in Chemical Biology. — 2008-10. — Vol. 12, iss. 5. — P. 556–564. — doi:10.1016/j.cbpa.2008.07.013. Архивировано 22 октября 2022 года.
18. ↑  Joseph M. Langenhan, Byron R. Griffith, Jon S. Thorson. Neoglycorandomization and Chemoenzymatic Glycorandomization: Two Complementary Tools for Natural Product Diversification (англ.) // Journal of Natural Products. — 2005-11-01. — Vol. 68, iss. 11. — P. 1696–1711. — ISSN 1520-6025 0163-3864, 1520-6025. — doi:10.1021/np0502084. Архивировано 26 августа 2022 года.
19. ↑  Gavin J. Williams, Jie Yang, Changsheng Zhang, Jon S. Thorson. Recombinant E. coli Prototype Strains for in Vivo Glycorandomization (англ.) // ACS Chemical Biology. — 2011-01-21. — Vol. 6, iss. 1. — P. 95–100. — ISSN 1554-8937 1554-8929, 1554-8937. — doi:10.1021/cb100267k. Архивировано 26 августа 2022 года.
20. ↑  Richard W. Gantt, Pauline Peltier-Pain, Jon S. Thorson. Enzymatic methods for glyco(diversification/randomization) of drugs and small molecules (англ.) // Natural Product Reports. — 2011. — Vol. 28, iss. 11. — P. 1811. — ISSN 1460-4752 0265-0568, 1460-4752. — doi:10.1039/c1np00045d.
21. ↑  Hazel M. Holden, Ivan Rayment, James B. Thoden. Structure and Function of Enzymes of the Leloir Pathway for Galactose Metabolism (англ.) // Journal of Biological Chemistry. — 2003-11. — Vol. 278, iss. 45. — P. 43885–43888. — doi:10.1074/jbc.R300025200. Архивировано 3 августа 2022 года.
22. ↑  David J. Timson, Richard J. Reece. Functional analysis of disease-causing mutations in human galactokinase (англ.) // European Journal of Biochemistry. — 2003-04. — Vol. 270, iss. 8. — P. 1767–1774. — ISSN 1432-1033 0014-2956, 1432-1033. — doi:10.1046/j.1432-1033.2003.03538.x.